# Aubin-Saint-Vaast
Aubin-Saint-Vaast és un municipi francès situat al departament del Pas de Calais i a la regió dels Alts de França. L'any 2007 tenia 795 habitants.

## Demografia

### Població
El 2007 la població de fet d'Aubin-Saint-Vaast era de 795 persones. Hi havia 291 famílies de les quals 62 eren unipersonals (29 homes vivint sols i 33 dones vivint soles), 94 parelles sense fills, 102 parelles amb fills i 33 famílies monoparentals amb fills.
La població ha evolucionat segons el següent gràfic:
Habitants censats

### Habitatges
El 2007 hi havia 412 habitatges, 304 eren l'habitatge principal de la família, 94 eren segones residències i 15 estaven desocupats. 332 eren cases i 6 eren apartaments. Dels 304 habitatges principals, 229 estaven ocupats pels seus propietaris, 71 estaven llogats i ocupats pels llogaters i 3 estaven cedits a títol gratuït; 2 tenien una cambra, 6 en tenien dues, 48 en tenien tres, 82 en tenien quatre i 166 en tenien cinc o més. 260 habitatges disposaven pel capbaix d'una plaça de pàrquing. A 142 habitatges hi havia un automòbil i a 128 n'hi havia dos o més.

### Piràmide de població
La piràmide de població per edats i sexe el 2009 era:
| Homes | Edats   | Dones |
| ----- | ------- | ----- |
| 0     | 95 o +  | 0     |
| 0     | 90 a 94 | 0     |
| 4     | 85 a 89 | 8     |
| 0     | 80 a 84 | 4     |
| 12    | 75 a 79 | 16    |
| 12    | 70 a 74 | 16    |
| 36    | 65 a 69 | 24    |
| 20    | 60 a 64 | 36    |
| 24    | 55 a 59 | 16    |
| 20    | 50 a 54 | 24    |
| 24    | 45 a 49 | 24    |
| 36    | 40 a 44 | 24    |
| 28    | 35 a 39 | 32    |
| 20    | 30 a 34 | 20    |
| 20    | 25 a 29 | 16    |
| 8     | 20 a 24 | 20    |
| 28    | 15 a 19 | 20    |
| 28    | 10 a 14 | 28    |
| 20    | 5 a 9   | 8     |
| 12    | 0 a 4   | 12    |

## Economia
El 2007 la població en edat de treballar era de 519 persones, 341 eren actives i 178 eren inactives. De les 341 persones actives 282 estaven ocupades (171 homes i 111 dones) i 59 estaven aturades (31 homes i 28 dones). De les 178 persones inactives 51 estaven jubilades, 35 estaven estudiant i 92 estaven classificades com a «altres inactius».

### Ingressos
El 2009 a Aubin-Saint-Vaast hi havia 298 unitats fiscals que integraven 752 persones, la mediana anual d'ingressos fiscals per persona era de 14.666 €.

### Activitats econòmiques
Dels 21 establiments que hi havia el 2007, 1 era d'una empresa extractiva, 1 d'una empresa alimentària, 1 d'una empresa de fabricació d'altres productes industrials, 1 d'una empresa de construcció, 9 d'empreses de comerç i reparació d'automòbils, 1 d'una empresa de transport, 1 d'una empresa d'hostatgeria i restauració, 2 d'empreses de serveis, 3 d'entitats de l'administració pública i 1 d'una empresa classificada com a «altres activitats de serveis».
Dels 5 establiments de servei als particulars que hi havia el 2009, 4 eren tallers de reparació d'automòbils i de material agrícola i 1 lampisteria.
L'únic establiment comercial que hi havia el 2009 era una fleca.
L'any 2000 a Aubin-Saint-Vaast hi havia 8 explotacions agrícoles que ocupaven un total de 258 hectàrees.

## Equipaments sanitaris i escolars
El 2009 hi havia una escola maternal integrada dins d'un grup escolar amb les comunes properes formant una escola dispersa.

## Poblacions properes
El següent diagrama mostra les poblacions més properes.